# E89
E89 är en 130 km lång europaväg som endast går i Turkiet.

## Sträckning
Gerede - Kızılcahamam - Ankara

## Standard
E89 följer motorväg O-2 hela sträckan. Den har tre körfält per riktning och fyra närmast Ankara.

## Anslutningar
- E80
- E88
- E90